# Hans Reidar Holtermann
Hans Reidar Holtermann (Sokndal, 20 ottobre 1895 – Bærum, 25 novembre 1966) è stato un generale norvegese.
Holtermann è conosciuto in particolare come comandante della fortezza di Hegra nel periodo della campagna di Norvegia del 1940, durante la quale la fortezza fu attaccata e conquistata dai tedeschi dopo una strenua resistenza.

## Biografia
Era il figlio del medico Sven Ruud Holtermann (1854-1916), nipote dell'architetto Ove Bjelke Holtermann e pronipote dell'architetto Peter Hoier Holtermann.
Il 29 novembre 1926 sposò Elisabeth Jønsson (25 gennaio 1899-?) a Stoccolma. Il 3 ottobre 1947 sposò Maren Louise ("Vivi") Hertzberg.

### Studi
Intraprese la carriera militare, laureandosi nel 1917 dall'Accademia Militare norvegese con il grado di premierløytnant (primo tenente) e dal Collegio Militare nel 1919.
Si laureò presso l'Università di Oslo nel 1923 con una laurea in economia.
Dopo aver lasciato l'università, Holtermann andò in Francia. Frequentò l'École spéciale militaire de Saint-Cyr per tre anni (1924-1926), ottenendo il certificato francese di brevetto dello Stato Maggiore. Dal 1926 servì come allievo ufficiale presso lo Stato Maggiore francese.

## Carriera militare
Dopo aver completato la sua formazione, servì come capo del personale per l'Ispettore Generale dell'artiglieria campale dell'esercito norvegese, raggiungendo il rango di capitano (Kaptein) nel 1930. Prese anche servizio come esploratore per la branca aeronautica dell'esercito norvegese (Hærens flyvåpen). Nel 1937 fu promosso a maggiore e divenne il secondo in comando del 3º Reggimento d'Artiglieria a Trondheim, carica che mantenne fino alla invasione tedesca della Norvegia (9 aprile 1940).
Dopo l'invasione tedesca della Norvegia e dopo la resa a Hegra, Holtermann e i suoi soldati marciarono in direzione di Berkåk, dove lavorarono riparando i danni causati durante il combattimento parecchie settimane prima.
Dopo il suo rilascio, nel giugno 1940, Holtermann non si dimise e prese parte attivo nel nascente movimento di resistenza norvegese. Nel 1942 le sue attività illegali furono scoperte dai tedeschi e fu costretto a fuggire attraverso il confine nella neutrale Svezia. 
Nel 1943, raggiunto il Regno Unito, fu promosso al grado di colonnello e prese il comando della unità principale dell'esercito norvegese di esilio, una brigata di fanteria dislocata in Scozia. Nel 1944 tornò in Svezia, dove prese parte alla preparazione per la liberazione della Norvegia; le truppe tedesche si arresero l'8 maggio 1945 e il paese fu liberato pacificamente.

## Post-guerra
Dopo la guerra, Holtermann trascorse i primi cinque anni in Norvegia. In primo luogo comandò il reggimento dell'artiglieria (1946-1948), poi comandò l'esercito nel nord della Norvegia (1949-1950). Dal 1º novembre 1950 al 30 aprile 1952, con il grado di maggiore generale, comandò la brigata norvegese schierata nel settore britannico della Germania occupata. Dopo il ritorno a casa trascorse gli ultimi anni nell'esercito attivo come comandante dell'Esercito e Comandante del forze alleate terrestri in Norvegia del sud prima di lasciare l'esercito nel 1956. Dopo aver terminato il servizio militare, Holtermann lavorò come il leader delle Protezione Civile norvegese (1956-1962).